# Stuarts Draft
Stuarts Draft é uma Região censo-designada localizada no estado norte-americano de Virginia, no Condado de Augusta.

## Demografia
Segundo o Censo dos Estados Unidos de 2020, a sua população era de 12 142 habitantes.

## Geografia
De acordo com o United States Census Bureau tem uma área de
51,4 km², dos quais 51,4 km² cobertos por terra e 0,0 km² cobertos por água. Stuarts Draft localiza-se a aproximadamente 407 m acima do nível do mar.

## Localidades na vizinhança
O diagrama seguinte representa as localidades num raio de 12 km ao redor de Stuarts Draft.